# Björn Rehnquist
Björn Rehnquist, né le 5 janvier 1978 à Borås, est un joueur de tennis professionnel suédois. Il s'est notamment illustré chez les juniors, en remportant l'Open d'Australie en 1996 et en atteignant la finale de Roland-Garros cette même année.

## Résultats en Grand Chelem

### En simple
| Année | Open d'Australie | Open d'Australie | Roland-Garros | Roland-Garros | Wimbledon | Wimbledon | US Open         | US Open      |
| ----- | ---------------- | ---------------- | ------------- | ------------- | --------- | --------- | --------------- | ------------ |
| 2002  | -                | -                | -             | -             | -         | -         | 1er tour (1/64) | Gastón Etlis |
| 2003  | -                | -                | -             | -             | -         | -         | -               | -            |
| 2004  | -                | -                | -             | -             | -         | -         | -               | -            |
| 2005  | -                | -                | -             | -             | -         | -         | -               | -            |
| 2006  | 1er tour (1/64)  | Radek Štěpánek   | -             | -             | -         | -         | -               | -            |
| 2007  | -                | -                | -             | -             | -         | -         | -               | -            |
| 2008  | -                | -                | -             | -             | -         | -         | -               | -            |
| 2009  | 1er tour (1/64)  | Andy Roddick     | -             | -             | -         | -         | -               | -            |